# Anakapalle
Anakapalle è una suddivisione dell'India, classificata come municipality, di 84.523 abitanti, situata nel distretto di Visakhapatnam, nello stato federato dell'Andhra Pradesh. In base al numero di abitanti la città rientra nella classe II (da 50.000 a 99.999 persone).

## Geografia fisica
La città è situata a 17° 40' 60 N e 83° 1' 0 E e ha un'altitudine di 25 m s.l.m..

## Società

### Evoluzione demografica
Al censimento del 2001 la popolazione di Anakapalle assommava a 84.523 persone, delle quali 42.060 maschi e 42.463 femmine. I bambini di età inferiore o uguale ai sei anni assommavano a 8.503, dei quali 4.484 maschi e 4.019 femmine. Infine, coloro che erano in grado di saper almeno leggere e scrivere erano 56.222, dei quali 30.593 maschi e 25.629 femmine.